# Дрма
Дрма (мкд. Дрма) је археолошки локалитет из античког и средњовековног (римског и византијског) периода, који се налази у селу Бадар, југоисточно од града Скопља у данашњој Северној Македонији. Иако изворно име римско-византијског града на локалитету "Дрма" није посведочено у археолошким налазима, поједини истраживачи су на основу имена оближњег села Бадар сматрали да је реч о Бедеријани (лат. Bederiana, мкд. Бадеријана), завичајном месту царева из Јустинијанове династије.
Поменута претпоставка, која се заснива првенствено на сличности имена, оповргнута је додатним научним истраживањима која су показала да је име села Бадар настало током раздобља османске власти, пошто се то место раније звало Румена Лука, а тек након турског освајања је прозвано Бехадир, од чега је настало савремено име Бадар, које нема везе са античком Береријаном.
Насупрот старој претпоставци о иденификацији овог локалитета са завичајним местом Јустинијанове династије, већина савремених истраживача сматра да је локалитет "Дрма" у античко време имао неко друго име, док се стварна Бедеријана (грч. Βεδερίανα, лат. Bederiana), заједно са оближњим селом званим Таурисион (грч. Ταυρίσιον, лат. Taurisium), налазила у близини античког Наисуса (данашњи Ниш у Србији), као што сведочи хроничар Јован Антиохијски из 7. века. Управо у том крају, у данашњој Србији, цар Јустинијан је по доласку на власт подигао град који је добио име Јустинијана Прима (грч. Ιουστινιανή Πρώτη, лат. Ivstiniana Prima / Justiniana Prima - археолошки локалитет Царичин град, код данашњег Лебана), а у истом месту је царевом одлуком из 535. године установљена и нова Архиепископија Јустинијана Прима.